# 布魯克里奇 (佛羅里達州)
布魯克里奇（英語：Brookridge）是位於美國佛羅里達州赫爾南多縣的一個人口普查指定地區。

## 地理
布魯克里奇的座標為28°32′55″N 82°29′26″W / 28.54861°N 82.49056°W，而該地最高點為海拔高度19米（即62英尺）。

## 人口
根據2010年美國人口普查的數據，布魯克里奇的面積為6.50平方千米，當中陸地面積為6.50平方千米，而水域面積為0.00平方千米。當地共有人口4420人，而人口密度為每平方千米680人。